# René Spitz
René Árpád Spitz (29. ledna 1887 Vídeň, Rakousko-Uhersko – 11. září 1974 Denver, Colorado, USA) byl rakouský a později americký psychoanalytik židovského původu.

## Život
Pocházel z bohaté židovské rodiny. Přestože se narodil ve Vídni, většinu svého dětství prožil v Maďarsku.